# Лябзы
Лябзы — деревня в Бережанской волости Островского района Псковской области.
Расположена на левом берегу реки Утроя, в 13 км к юго-западу от центра города Остров и в 2 км к северу от деревни Федосино. Южнее находится деревня Покаты.
Численность населения деревни по состоянию на 2000 год составляла 2 человека.
До 2005 года деревня входила в состав ныне упразднённой Пальцевской волости с центром в д. Федосино.